# الدوري الإسباني الدرجة الثانية 1950–51
دوري الدرجة الثانية الإسباني 1950–51 (بالإسبانية: Segunda División de España 1950-51)‏ هو موسم من دوري الدرجة الثانية الإسباني. فاز فيه ريال سبورتينغ خيخون.